# Fritz Feierabend

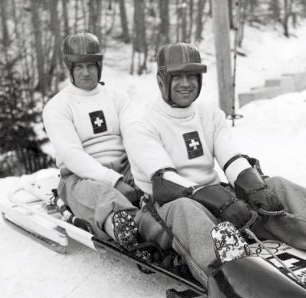
Joseph Beerli und Fritz Feierabend (1936)

Fritz Feierabend (* 29. Juni 1908 in Engelberg; † 25. November 1978 in Stans) war ein Schweizer Bobsportler. Er war von 1933 bis 1955 aktiv und gehörte während dieser Zeit zu den erfolgreichsten Bobpiloten weltweit, sowohl im Zweierbob als auch im Viererbob.
Feierabend konstruierte zusammen mit seinem Vater Carl den weltweit ersten, vollständig aus Stahl bestehenden Bobschlitten, der als «Feierabend-Bob» bekannt wurde. Bei Weltmeisterschaften gewann er sechs Gold-, drei Silber- und drei Bronzemedaillen, bei Olympischen Spielen wurde er dreimal Zweiter und zweimal Dritter. Hinzu kamen fünf Schweizer Meistertitel. Obwohl er während des Zweiten Weltkriegs eine mehrjährige Wettkampfpause einlegen musste, konnte er ab 1947 an seine früheren Erfolge anknüpfen und diese sogar übertreffen.

## Erfolge
Olympische Spiele
- Garmisch-Partenkirchen 1936: 2. Zweierbob, 2. Viererbob
- St. Moritz 1948: 2. Zweierbob
- Oslo 1952: 3. Zweierbob, 3. Viererbob

Weltmeisterschaften
- St. Moritz 1935: 3. Viererbob
- St. Moritz 1938: 3. Zweierbob
- Cortina d’Ampezzo 1939: 1. Viererbob
- St. Moritz 1947: 1. Zweierbob, 1. Viererbob
- Lake Placid 1949: 2. Zweierbob, 3. Viererbob
- Cortina d’Ampezzo 1950: 1. Zweierbob, 2. Viererbob
- Cortina d’Ampezzo 1954: 1. Viererbob
- St. Moritz 1955: 1. Zweierbob, 2. Viererbob